# 扬州饭店
扬州饭店，位于中国上海市的餐饮名店，擅长淮扬菜烹饪，目前隶属于杏花楼食品餐饮股份有限公司。

## 简史
扬州饭店创立于1950年1月，原名莫有财厨房，由曾经长期在银行以及私厨掌灶的莫家三兄弟（莫有庚、莫有财、莫有源）合办，后被中共没收。虽然履经波折，但在20世纪80年代后期迎来发展转机。1986年9月，在广州中国大酒店举办“上海美食周莫家菜表演”；1987年1月，在新加坡良木园大酒店展示“莫家菜”；1988年8月，到香港利园酒店献艺。1990年，被命名为“上海名特商店”；2001年中国烹饪协会受予扬州饭店“中华餐饮名店”荣誉称号，多道名菜被认定为“中国名菜”“上海名菜”“部优产品”。

## 组织结构
扬州饭店现在为杏花楼下属企业，总店（福建中路店）位于上海福建中路345号，另有崂山路、瑞金二路、喜泰北路等3家分店。

## 特色菜肴
扬州饭店在淮扬菜的基础上发展出特有的“莫家菜”，知名菜肴主要包括：
- 蟹粉狮子头
- 鸡火干丝
- 水晶肴肉
- 拆烩鱼头
- 三套鸭
- 松仁鱼米
- 炝虎尾
- 秘汁火方[2]
- 拆烩鲤鱼头
主料鱼头，辅料调料有鸡片、火腿片、菜芯等，风味咸鲜。[3]
- 三套鸭
主料为家鸭、野鸭、鸽，辅料调料有火腿片、香菇片等，风味咸鲜香。[4]
- 菊花蟹斗
主料蟹肉，风味鲜香。[5]